# ماكس لو
ماكس لو (بالإنجليزية: Max Lu)‏ (بالصينية: 逯高清) هو مدير أكاديمي أسترالي وصيني، ولد في 8 نوفمبر 1963.